# 마에가와 마사유키
마에가와 마사유키(일본어: 前川 正行, 1984년 6월 20일 ~ )는 일본의 전 축구 선수이다.

## 구단 경력
과거 교토 퍼플 상가, 에히메 FC에서 활동하였다.